# Liturgiska kläder

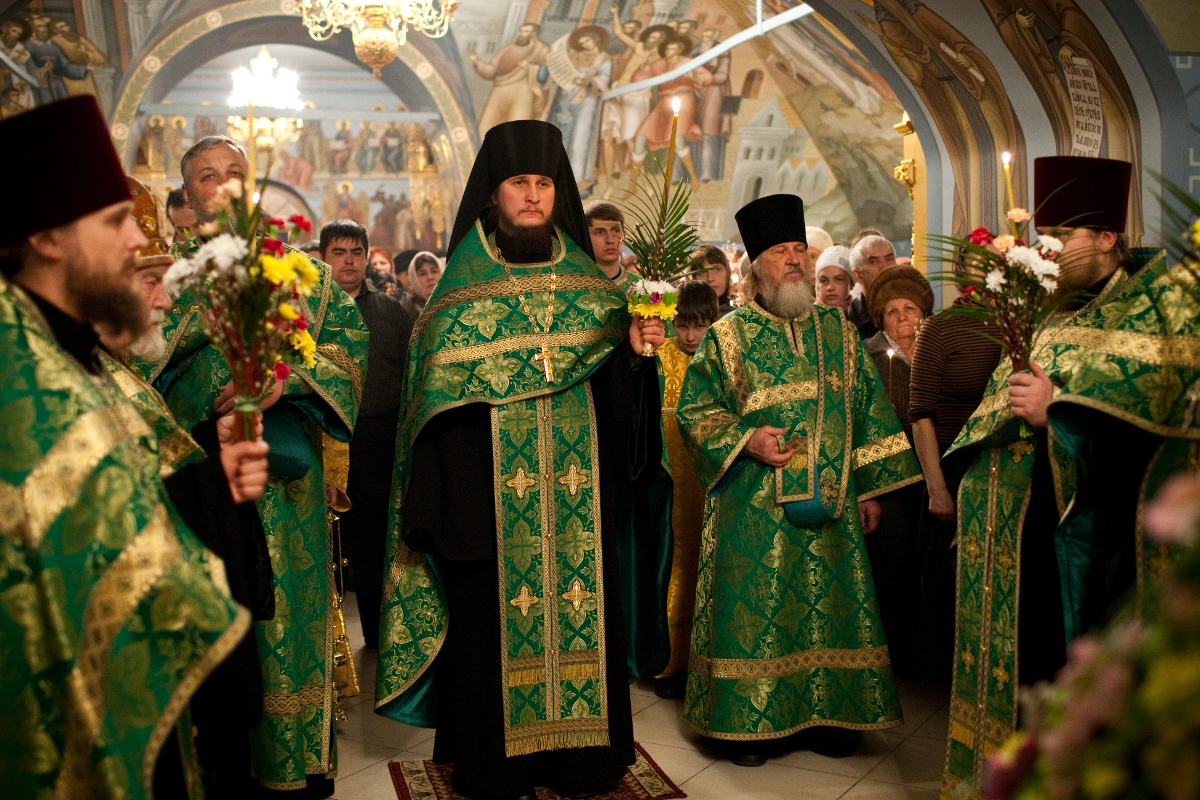
Rysk-ortodoxa präster.

Liturgiska kläder är de kläder som tjänstgörande präster med flera bär under gudstjänsten. Bruken varierar mellan olika kristna samfund. Inom den svenska frikyrkan har under senare delen av 1900-talet bruket av liturgiska kläder ökat men traditionellt har man inte använt sådana.

## Svenska kyrkan
Det grundläggande liturgiska plagget är alban (av lat. albus, "vit"). Alban symboliserar dopdräkten och dopets renhet och är en bild för alla döptas allmänna prästadöme. Alban är en vit långskjorta sammanhållen med ett band eller rep, cingulum. Direkt ovanpå alban bär biskopar, präster och diakoner en stola. Den är ett avlångt brett band i kyrkoårets liturgiska färg. Biskopen bär stolan rakt nedåthängande, prästen korsad över bröstet och diakonen korsad över högra höften. Stolan symboliserar Kristi ok som den vigda har tagit på sig i sin uppgift i kyrkan.
Vid nattvardsfirande, till exempel högmässa, bär präster och biskopar sedan en mässhake över alba och stola. Mässhaken är ett poncholiknande plagg som liksom stolan har liturgisk färg. Vid gudstjänster utan nattvard byts alban ofta ut mot ett röcklin, en fotsid, vid skjorta med vida ärmar. Röcklin används utan cingulum varför stolan alltid hänger rakt ner även på präster och diakoner.
Andra liturgiska kläder är tunika, dalmatika, korkåpa, halslin, manipel, mitra och pallium.